# Alois Eckardt

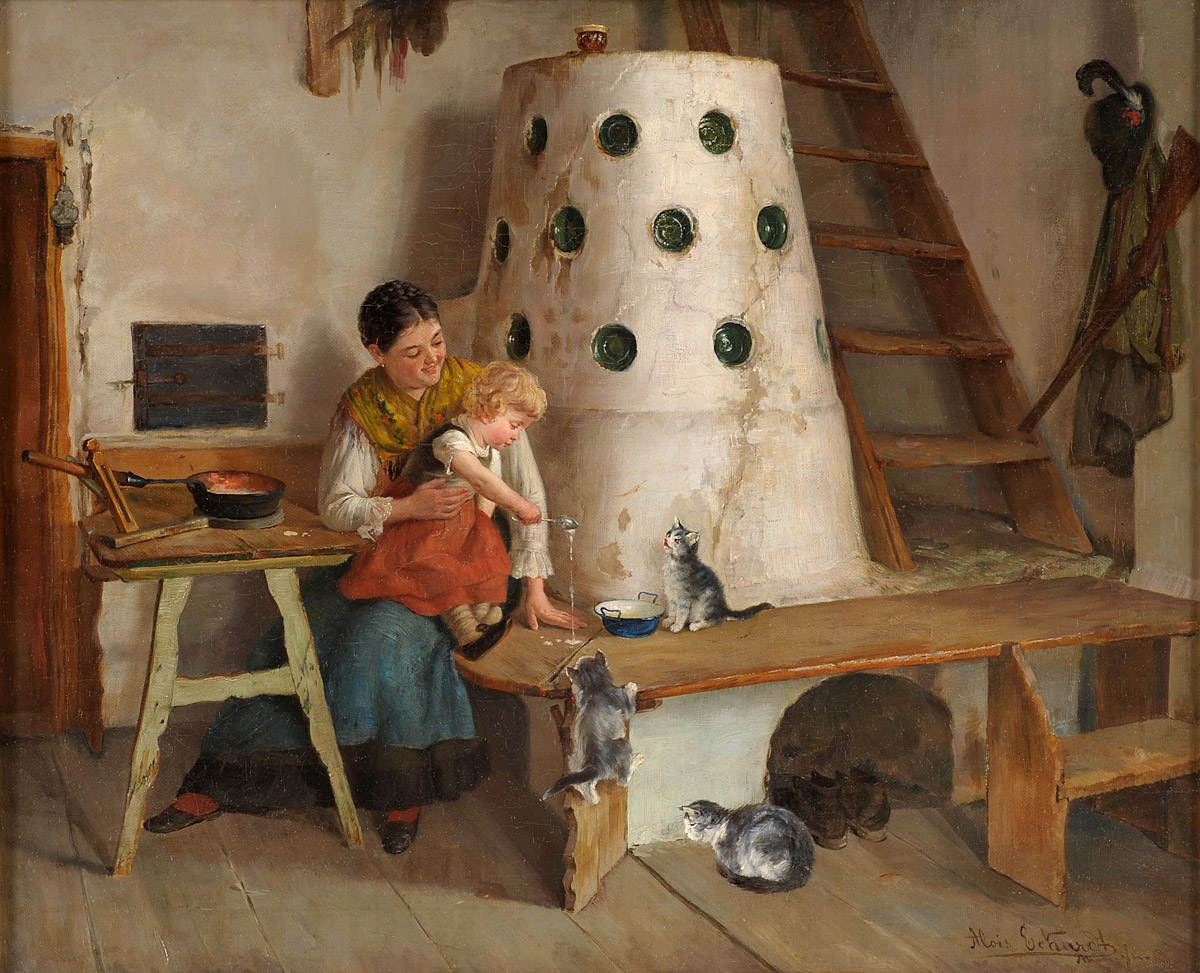
Die Katzenmama

Alois Eckardt (* 1845 in Lichte/Thüringen; † 1906 in München) war ein deutscher Öl- und Porzellanmaler.
Alois Eckardt studierte seit dem 20. Oktober 1875 in der Antikenklasse der Akademie der bildenden Künste München bei Wilhelm von Lindenschmit dem Jüngeren.
Nach dem Studium war er in Wien, Dresden und München tätig.
Alois Eckardt arbeitete u. a. für die „Gartenlaube“; er stellte seine Werke auch im Münchner Glaspalast aus. Als Porzellanmaler schuf er Miniaturen auch nach den Werken anderer Maler.